# I’m Just Ken
«I’m Just Ken» (с англ. — «Я просто Кен») — песня, исполненная канадским актёром Райаном Гослингом для Barbie the Album, саундтрека к фильму «Барби» 2023 года. Написана и спродюсирована Марком Ронсоном и Эндрю Уайаттом.

## Создание
«I’m Just Ken» — одна из первых песен, написанных для альбома Barbie the Album (вместе с «Dance the Night» Дуа Липы). Продюсер Марк Ронсон вдохновился на написание баллады после того, как прочитал сценарий «Барби» и проникся симпатией к персонажу Кену.
Ронсон сделал демозапись «I’m Just Ken» и прислал её режиссёру Грете Гервиг, хотя и не надеялся, что песня войдёт в фильм. Однако Гервиг песня понравилась и она сыграла её для актёра Райана Гослинга, исполнителя роли Кена. Гослинг заявил, что она его «глубоко» зацепила, и спросил, может ли он спеть её в фильме. Гервиг пришлось переписать важную сцену в фильме, чтобы добавить новое дополнение.
Коллега Ронсона Эндрю Уайатт дописал песню, прежде чем Ронсон улетел в Лондон для записи вокала Гослинга. На запись трека у актёра было всего три часа. После этого Ронсон прислал трек гитаристу Guns N' Roses Слэшу, который признал его «крутым» и согласился сыграть в нём на гитаре. В записи композиции также приняли участие Вольфганг Ван Хален и Джош Фриз из Foo Fighters.

## Релиз
Песня «I’m Just Ken» вошла в саундтрек Barbie the Album, вышедший на лейбле Atlantic Records 21 июля 2023 года. Журнал Time описал её как «пауэр-балладу в стиле 80-х». Рекламные материалы к фильму «Барби» часто содержали слоган «Она — это всё. Он — просто Кен», который представляет собой аллюзию на трек.
В преддверии выхода картины на экраны студия Warner Bros. 10 июля 2023 года выпустила клип на песню. 21 августа вышло музыкальное видео с кадрами съёмок и репетиций киноэпизода, в котором Гослинг исполняет «I’m Just Ken».

## Участники записи
Сведения взяты из аннотации к CD Barbie the Album.
- Марк Ронсон — автор песни, продюсер, бас-гитара, синтезаторы
- Эндрю Уайатт — автор песни, продюсер, синтезаторы, бэк-вокал, хоровая аранжировка
- Братья Пикар — дополнительный продакшн
- Слэш — соло-гитара, ритм-гитара
- Вольфганг Ван Хален — ритм-гитара
- Джош Фриз — ударные
- Майк Ричиути — фортепиано
- Роджер Мэннинг — синтезаторы
- Брэндон Бост — программирование, инжиниринг
- Джефф Фостер — звукоинженер, инжиниринг записи мужского хора
- Питер Коббин — звукоинженер, инжиниринг записи женского хора
- Кирсти Уолли — звукоинженер, инжиниринг записи женского хора
- Дэниел Хайден — запись Pro Tools
- Алекс Венгер — запись оркестра, инжиниринг записи фортепиано
- Мэтт Данкли — оркестровая аранжировка
- Бен Пэрри — хормейстер
- Рики Дамиан — инжиниринг
- Джейк Фергюсон — помощник инженера
- Майк Клинк — запись Слэша
- Том Элмхирст — сведение
- Адам Хонг — инженер по сведению
- Оркестр Abbey Road Studios — оркестровая запись

## Награды и номинации
| Премия                          | Год  | Категория                                          | Результат | Прим.  |
| ------------------------------- | ---- | -------------------------------------------------- | --------- | ------ |
| Hollywood Music in Media Awards | 2023 | Лучшая оригинальная песня в художественном фильме  | Номинация | [ 11 ] |
| Hollywood Music in Media Awards | 2023 | Лучшее экранное исполнение в художественном фильме | Номинация | [ 11 ] |
| Astra Film Awards               | 2024 | Лучшая оригинальная песня                          | Победа    | [ 12 ] |
| Золотой глобус                  | 2024 | Лучшая оригинальная песня                          | Номинация | [ 13 ] |
| Выбор критиков                  | 2024 | Лучшая песня                                       | Победа    | [ 14 ] |
| Спутник                         | 2024 | Лучшая оригинальная песня                          | Номинация | [ 15 ] |
| Грэмми                          | 2024 | Лучшая песня, написанная для визуальных медиа      | Номинация | [ 16 ] |
| Оскар                           | 2024 | Лучшая оригинальная песня                          | Номинация | [ 17 ] |

## Чарты

### Еженедельные чарты
| Чарт (2023)                                  | Высшая позиция |
| -------------------------------------------- | -------------- |
| Австралия (ARIA)                             | 66             |
| Австрия (Ö3 Austria Top 40)                  | 25             |
| Канада (Canadian Hot 100)                    | 48             |
| Чехия (Singles Digitál Top 100)              | 13             |
| Германия (GfK)                               | 67             |
| Мир (Billboard Global 200)                   | 70             |
| Ирландия (IRMA)                              | 10             |
| Нидерланды (Single Top 100)                  | 98             |
| Новая Зеландия (Recorded Music NZ)           | 25             |
| Словакия (Singles Digitál Top 100)           | 55             |
| Швеция (Sverigetopplistan Heatseeker)        | 2              |
| Швейцария (Schweizer Hitparade)              | 60             |
| Великобритания (UK Singles Chart)            | 13             |
| США (Billboard Hot 100)                      | 87             |
| США (Billboard Hot Rock & Alternative Songs) | 5              |

### Годовые итоговые чарты
| Чарт (2023)                                  | Позиция |
| -------------------------------------------- | ------- |
| США (Billboard Hot Rock & Alternative Songs) | 69      |

## Пародия
14 октября 2023 года в выпуске «Saturday Night Live» была показана пародия на песню под названием «I’m Just Pete», в которой комик Пит Дэвидсон высмеял свою личную жизнь.

## Ken the EP
20 декабря 2023 года Гослинг и Ронсон выпустили мини-альбом Ken the EP, содержащий, помимо оригинального трека, три дополнительные версии «I’m Just Ken». Для рождественской версии с подзаголовком «Merry Kristmas Barbie» был выпущен видеоклип.
| №                   | Название                                    | Длительность |
| ------------------- | ------------------------------------------- | ------------ |
| 1.                  | «I’m Just Ken» (Merry Kristmas Barbie)      | 3:16         |
| 2.                  | «I’m Just Ken» (In My Feelings Acoustic)    | 3:59         |
| 3.                  | «I’m Just Ken» (Purple Disco Machine remix) | 2:55         |
| 4.                  | «I’m Just Ken»                              | 3:42         |
| Общая длительность: | Общая длительность:                         | 13:54        |